# Tuğrul Erat

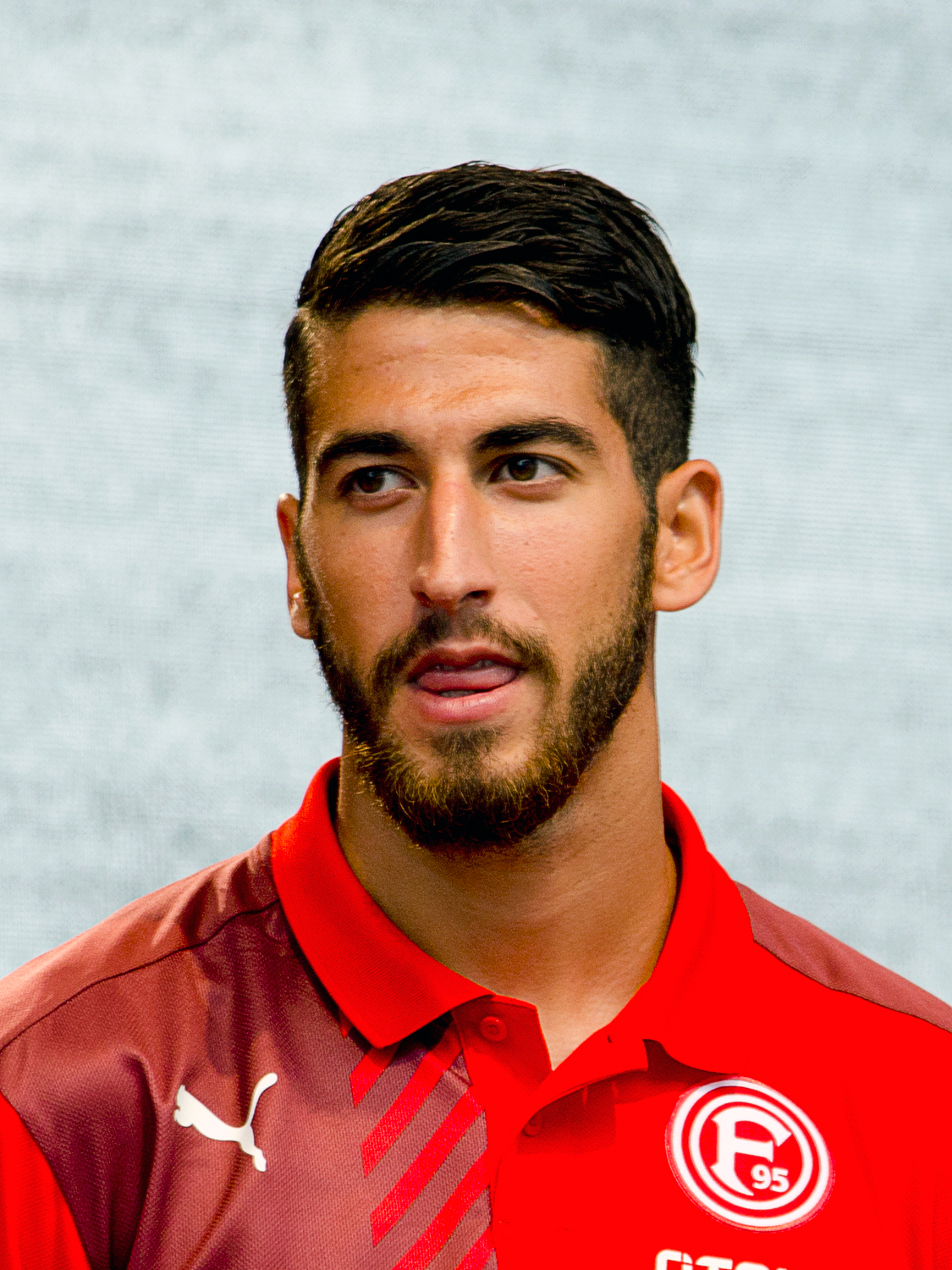
Tuğrul Erat (2015)

Tuğrul Erat (* 17. června 1992, Solingen, Německo) je ázerbájdžánský fotbalový záložník a reprezentant tureckého původu, od roku 2016 hráč německého klubu MSV Duisburg.

## Klubová kariéra
- Fortuna Düsseldorf (mládež)
- Fortuna Düsseldorf 2010–2016[2]
- MSV Duisburg 2016–

## Reprezentační kariéra
Erat má za sebou starty za mládežnický výběr Ázerbájdžánu v kategorii U21.
V A-mužstvu Ázerbájdžánu debutoval 5. 3. 2014 v přátelském utkání v Dubaji (Spojené arabské emiráty) proti reprezentaci Filipín (výhra 1:0).